# Catenoleimus anachoretus
Catenoleimus anachoretus — вид птахів підкласу Енанціорнісові (Enantiornithes).  Він мешкав у середині турону, близько 90 мільйонів років тому. Описаний по одній скам'янілості, що знайдена в пустелі Кизилкум на території сучасного Узбекистану.
Цей птах середнього розміру, при житті був завдовжки приблизно 20-25 см.